# Наши песници
„Наши песници” је југословенска телевизијска серија снимљена 1981. године у продукцији Телевизије Београд.

## Улоге
| Глумац                     | Улога |
| -------------------------- | ----- |
| Љубиша Бачић               |       |
| Весна Чипчић               |       |
| Вера Чукић                 |       |
| Драган Лаковић             |       |
| Предраг Лаковић            |       |
| Љубивоје Ршумовић          |       |
| Никола Симић               |       |
| Властимир Ђуза Стојиљковић |       |
| Драган Стојнић             |       |
| Оливер Томић               |       |
| Сенка Велетанлић           |       |
| Гала Виденовић             |       |

Комплетна ТВ екипа ▼
| Редитељ              | Вера Белогрлић      |       |
| Сценариста           | Љубивоје Ршумовић   |       |
| Композитор           | Војкан Борисављевић |       |
| Композитор           | Александар С. Илић  |       |
| Директор фотографије | Милан Стефановић    |       |
| Музички одсек        | Милован Данојлић    | текст |
| Музички одсек        | Луко Паљетак        | текст |